# José Díaz de Bedoya

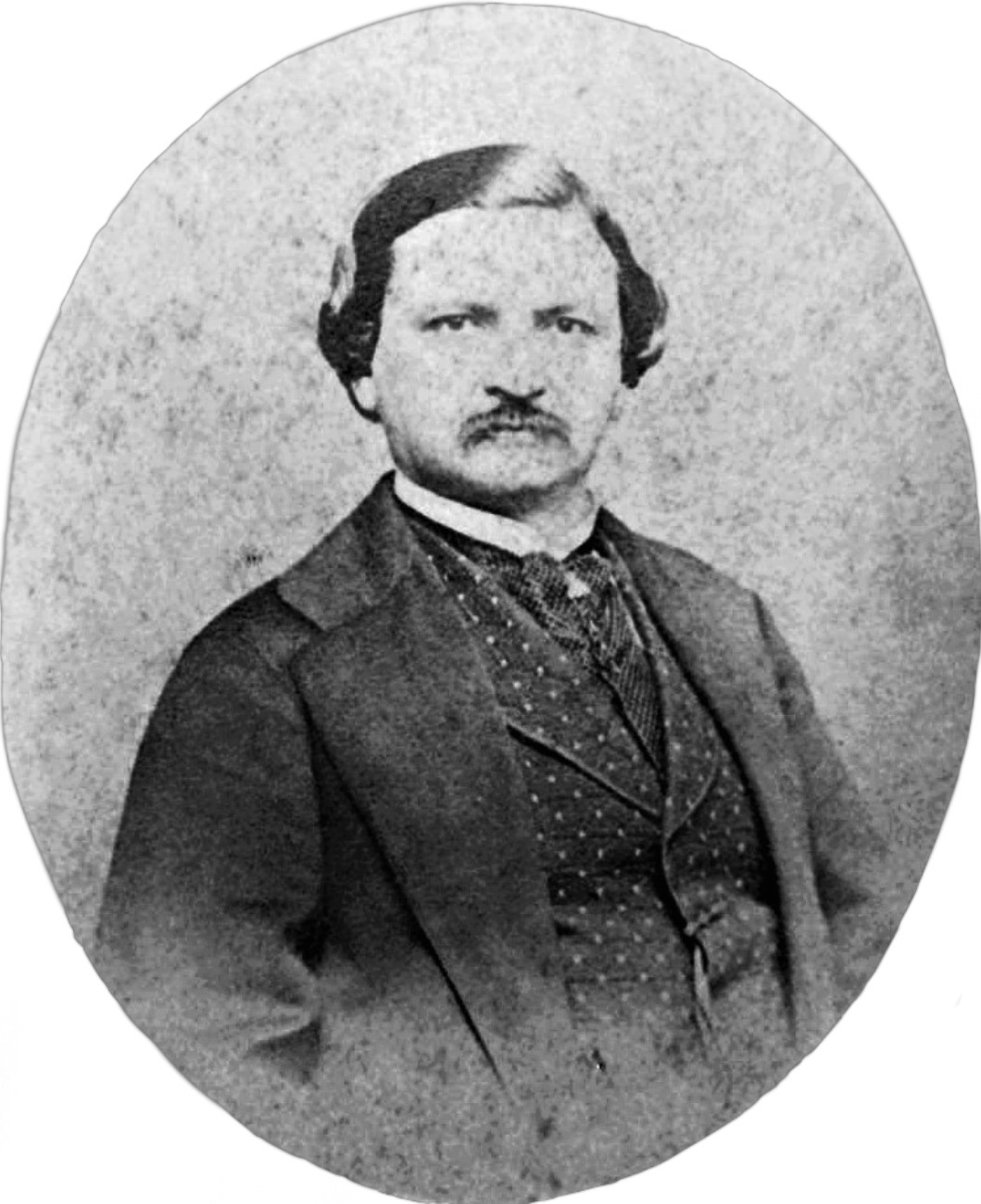
José Díaz de Bedoya.

José Díaz de Bedoya foi um dos membros do Triunvirato Paraguaio logo após a Guerra do Paraguai.